# Lijst van burgemeesters van Nieuwolda
Dit is een lijst van burgemeesters van de voormalige Nederlandse gemeente Nieuwolda in de provincie Groningen. Op 1 januari 1990 werden de gemeenten Nieuwolda en Midwolda gevoegd bij de gemeente Scheemda. De nieuwe gemeente kreeg de naam Scheemda. Deze gemeente werd per 1 januari 2010 samengevoegd met de gemeenten Reiderland en Winschoten tot de nieuwe gemeente Oldambt.
| Ambtsperiode | Naam burgemeester                 | Partij of stroming | Bijzonderheden                                                    |
| ------------ | --------------------------------- | ------------------ | ----------------------------------------------------------------- |
| 1811-1819    | Andreas Poppes Wedda              |                    |                                                                   |
| 1820-1841    | Pieter Harms Hermans              |                    | ovl. 14 januari 1841                                              |
| 1841-1849    | Harm Pieters Hermans              |                    | zoon van voorgaande, ovl. 13 augustus 1849                        |
| 1850-1852    | Eppo Hindriks Eppens (1785-1870)  |                    |                                                                   |
| 1852-1859    | Reint Hemmes Dallinga             |                    | ovl. 14 mei 1859                                                  |
| 1859-1881    | Jans Eppens (1824-1881)           |                    | ovl. 5 januari 1881                                               |
| 1881-1920    | Hendrik Waalkens sr.              |                    | ovl. 2 november 1920                                              |
| 1920-1931    | Frederik Tjaberings               |                    | was gemeentesecretaris van Andijk, werd burgemeester van Hoogkerk |
| 1931-1935    | Rudolph Albert Cleveringa         |                    | werd burgemeester van Zuidhorn                                    |
| 1935-1952    | Gerhard Hindrikus Post Cleveringa |                    | werd burgemeester van Scheemda                                    |
| 1953-1959    | Tale Evenhuis                     | PvdA               | werd burgemeester van Nieuwe Pekela                               |
| 1959-1983    | Willem Krikken                    | PvdA               |                                                                   |
| 1983-1989    | Lubertus Pit                      | PvdA               | werd burgemeester van Loppersum                                   |